# Porth Neigwl
Porth Neigwl är en vik i Storbritannien.   Den ligger i riksdelen Wales, i den sydvästra delen av landet, 300 km väster om huvudstaden London.